# لمى خاطر
لمى عبد المطلب ذيب خاطر هي محللة سياسية وإعلامية وكاتبة في مجالي الأدب والسياسة في عدد من الصحف ومواقع الإنترنت، من مواليد مدينة رام الله في فلسطين عام 1976م، حاصلة على شهادة البكالوريوس في اللغة العربية من كلية الآداب في جامعة الخليل، تشتهر بكتاباتها المؤيدة للمقاومة الفلسطينية.  أعادت قوات الإحتلال اعتقال لمى خاطر عقب اقتحام منزل زوجها في مدينة الخليل صباح اليوم الخميس 26 أكتوبر 2023 ضمن عمليات الإعتقال اليومية في الضفة الغربية.

## تضييق من السلطة الفلسطينية (حركة فتح)
واجهت خاطر بحسب إذاعة صوت الأقصى منذ الانقسام الفلسطيني تضييق وملاحقة أجهزة السلطة الفلسطينية التابعة لحركة فتح، حيث قامت باعتقال زوجها حازم الفاخوري في الخليل أكثر من مرة، كما تم تهديدها بالإعتقال، كما تم تفتيش منزلها أكثر من مرة ومصادرة حاسوبها.

### ردود الفعل
استنكرت المنظمة العربية لحقوق الإنسان في بريطانيا ملاحقة أجهزة السلطة لحرية الرأي والتعبير وما اعتبرته «سياسة تكميم الأفواه»؛ والتي كان أحدها بتفتيش منزلها ومصادرة حاسوبها سنة 2014.
وتؤكد المؤسسات الحقوقية العاملة في الضفة الغربية ومنها مؤسسة الحق أن ملاحقة أي صحفي على خلفية كتاباته الصحفية يعتبر انتهاك خطير لاتفاقية جنيف الرابعة ومبادئ القانون الدولي الإنساني التي تحمي المدنيين زمن الاحتلال.[بحاجة لمصدر]
وتوثق المراكز الحقوقية الإعلامية العاملة في الضفة ومنها مركز مدى للحريات الإعلامية قيام أجهزة السلطة من مخابرات ووقائي باستدعاء واعتقال العديد من الصحفيين والكتاب وحتى أشخاص عاديين على خلفية كتاباتهم على الفيس بوك.[بحاجة لمصدر]
كما عبرت رابطة الكتاب والأدباء الفلسطينيين عن تضامنها مع لمى خاطر، وذكرت الرابطة أن لمى خاطر تتعرض لضغوط على الأرض تتمثل باعتقال زوجها، وذلك بعد نشرها مقال انتقدت فيه تكبيل حرية الصحافة والفكر في الضفة الغربية.

## اعتقالها من قبل جيش الاحتلال الإسرائيلي
اعتقل جنود جيش الاحتلال الإسرائيلي الكاتبة لمى خاطر (42 عاما) بعد مداهمة منزلها في مدينة الخليل بتاريخ 24 يوليو 2018، وقاموا بتفتيش منزلها وقاموا بالتحقيق مع عائلتها، ثم قاموا باقتيادها إلى جهة مجهولة.
وبحسب نادي الأسير الفلسطيني فإن خاطر (42 عاما) ستعرض على المحكمة بتاريخ 26 يوليو 2018، بعد أن تعرضت لتحقيق مكثف في مركز تحقيق عسقلان.
ونقل النادي عن محاميه أن الأمن الإسرائيلي اقتادها من منزلها لمستوطنة «كريات أربع»، وأنها بقيت هناك حتى الساعة السابعة صباحا، ثم جرى نقلها إلى عسقلان، وأن خاطر أبلغت المحامي أنها ومنذ لحظة اعتقالها تتعرض لتحقيق مكثف وهي مقيدة بكرسي طوال الوقت، ويحرمها المحققون من النوم، ويوجهون لها الشتائم.[بحاجة لمصدر]

### حضن الفجر
انتشرت صورة على مواقع التواصل الاجتماعي وهي للأسيرة لمى خاطر وهي تودع ابنها قبل اعتقالها من قبل السلطات الإسرائيلية، وقام الجيش الإسرائيلي منع طفلها يحيى من زيارتها أيضاً.